# Алтунян, Генрих Ованесович
Ге́нрих Оване́сович Алтуня́н (укр. Генріх Ованесович Алтунян; 24 ноября 1933 — 30 июня 2005) — народный депутат Украины 1-го созыва, диссидент и политзаключённый советских времён.

## Биография
Родился 24 ноября 1933 года, в городе Тбилиси Грузинской ССР, в семье военнослужащего. По этническому происхождению — армянин. Закончил Харьковское высшее авиационно-инженерное военное училище, по образованию — инженер-радиоэлектронщик.
С 1951 по 1956 год — курсант Харьковского высшего авиационно-инженерного военного училища.
С 1956 года работал военным инженером ВЧ 40433 города Узин Киевской области. с 1961 года — зав. отделом, зав. лабораторией, преподаватель Харьковского высшего командного авиационного училища. Был идейным коммунистом и членом КПСС, парторгом кафедры, готовился к защите кандидатской диссертации, однако высказывал недовольство недемократическими методами смещения Н. С. Хрущёва, начал сближаться с украинскими и московскими диссидентскими кругами.
1968 год — уволен со службы за связь с диссидентами и распространение письма академика А. Д. Сахарова. Добивался восстановления в партии, но комиссия партконтроля отклонила его апелляцию. В том же году сумел найти новую работу и устроиться старшим инженером Харьковского участка пусконаладочного управления «Оргенергоавтоматика».
После ареста в Ташкенте генерала П. Г. Григоренко в мае 1969 года стал членом Инициативной группы по защите прав человека в СССР. По воспоминаниям Л. И. Плюща, они были в ней единственными марксистами. Написал открытое письмо к общественности в поддержку Григоренко и крымских татар, а затем обратился к ООН по поводу нарушений прав человека в СССР и в числе десяти правозащитников подписал письмо к Международному совещанию коммунистических и рабочий партий. В июле 1969 года арестован, в ноябре осуждён по ст. 187 часть 1 УК УССР к 3 годам лишения свободы, содержался в колонии в поселке Нижний Ингаш, Красноярский край РСФСР.
1972 год — слесарь Харьковского предприятия «Кинотехпром».
1981 год — осуждён по ст. 62 УК УССР к 7 годам лишения свободы и 5 годам ссылки. Отсидел 6 лет и 2 месяца, из которых 3 года — в Чистопольской тюрьме, остальные — в колониях для особо опасных государственных преступников (Пермская область и Мордовская АССР).
В марте 1987 года был помилован (хотя никогда не признавал себя виновным и просьбы о помиловании не подавал). Вскоре в том же году вновь стал слесарем Харьковского предприятия «Кинотехпром».
Член НРУ, член Центрального провода, председатель краевой организации; депутат городского Совета. В 1989 году избран сопредседателем (совместно с В. Б. Гринёвым, В. С. Бойко, А. Н. Кондратенко, В. А. Щербиной) Харьковской областной организации Народного руха Украины.
В 1990 году оба приговора упразднены за отсутствием состава преступления, а сам он становится председателем Харьковского городского комитета народного контроля. Выдвинут кандидатом в народные депутаты избирателями 522-го микрорайона г. Харькова и Обществом украинского языка им. Т. Г. Шевченко.
18 марта 1990 избран народным депутатом Украины, 2-й тур 46,06 % голосов, 4 претендентов.
Входил в «Народный совет» фракции «Беспартийные». Член Комиссий ВР по делам ветеранов, пенсионеров, инвалидов, репрессированных, малообеспеченных и воинов-интернационалистов и Комиссии по вопросам обороны и государственной безопасности.
Кандидат в народные депутаты Украины Верховного Совета XIII созыва (1994), выдвинут избирателями, 1-й тур — 3,36 % 5-е место из 16 претендентов.
1994 год — исполнительный директор ассоциации коммерческих банков «Харьков. Банковский Конгресс».
Награждён пятью медалями.
В середине мая 2005 года Алтунян был госпитализирован в харьковскую клинику при Институте общей и неотложной хирургии, затем был вывезен на реабилитацию в Израиль. Умер днём 30 июня 2005 года в израильской клинике в результате наступившего сепсиса. Похоронен в Харькове.